# Gdańsk Oliwa
Gdańsk Oliwa – przystanek osobowy położony wzdłuż granicy dzielnic Oliwa (granica wschodnia) i Przymorze Małe (granica zachodnia) w Gdańsku.

## Ruch pasażerski
| Rok  | Wymiana roczna | Wymiana pasażerska na dobę | miejsce w Polsce |
| ---- | -------------- | -------------------------- | ---------------- |
| 2017 | 2 880 000      | 7 900                      | 27               |
| 2018 | 3 650 000      | 10 000                     | 21               |
| 2019 | 4 200 000      | 11 500                     | 21               |
| 2020 | 2 490 000      | 6 800                      | 20               |
| 2021 | 3 360 000      | 9 200                      | 16               |
| 2022 |                | 12 300                     | 18               |

## Położenie
Przystanek jest zlokalizowany na wschodniej granicy Oliwy. Niedaleko od przystanku znajduje się historyczna część Oliwy z archikatedrą oliwską i zespołem pałacowo-parkowym. O 350 m jest oddalona pętla autobusowo–tramwajowa z przystankami „Oliwa” (zarówno dla linii autobusowych jak i dla linii tramwajowych). W bliskim sąsiedztwie zlokalizowana jest również pętla autobusowa „Oliwa PKP”, na terenie dzielnicy Przymorze Małe.

## Historia

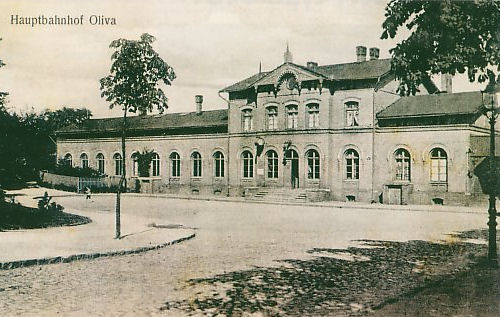
Gdańsk Oliwa, ok. 1900

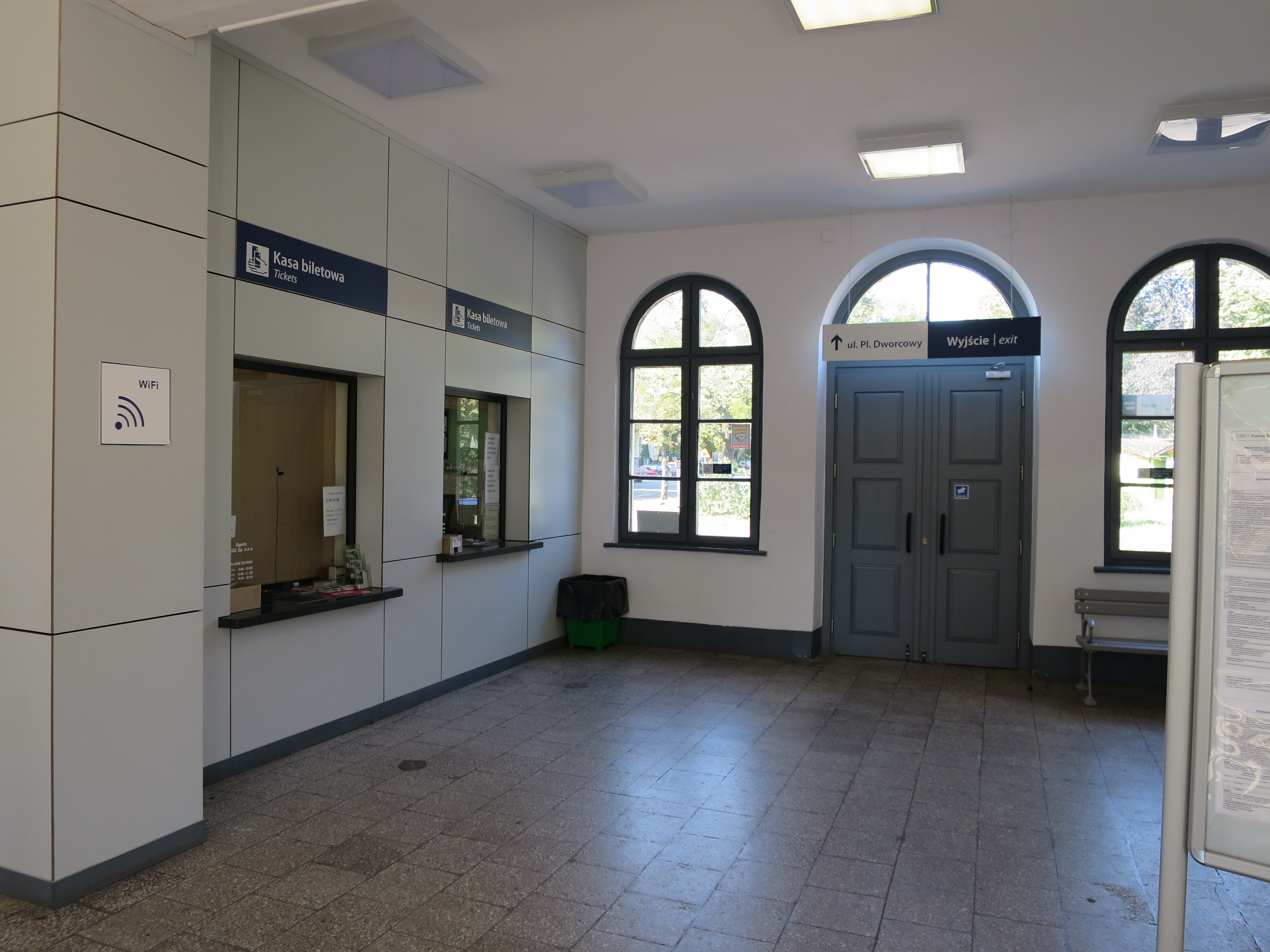
Wnętrze dworca

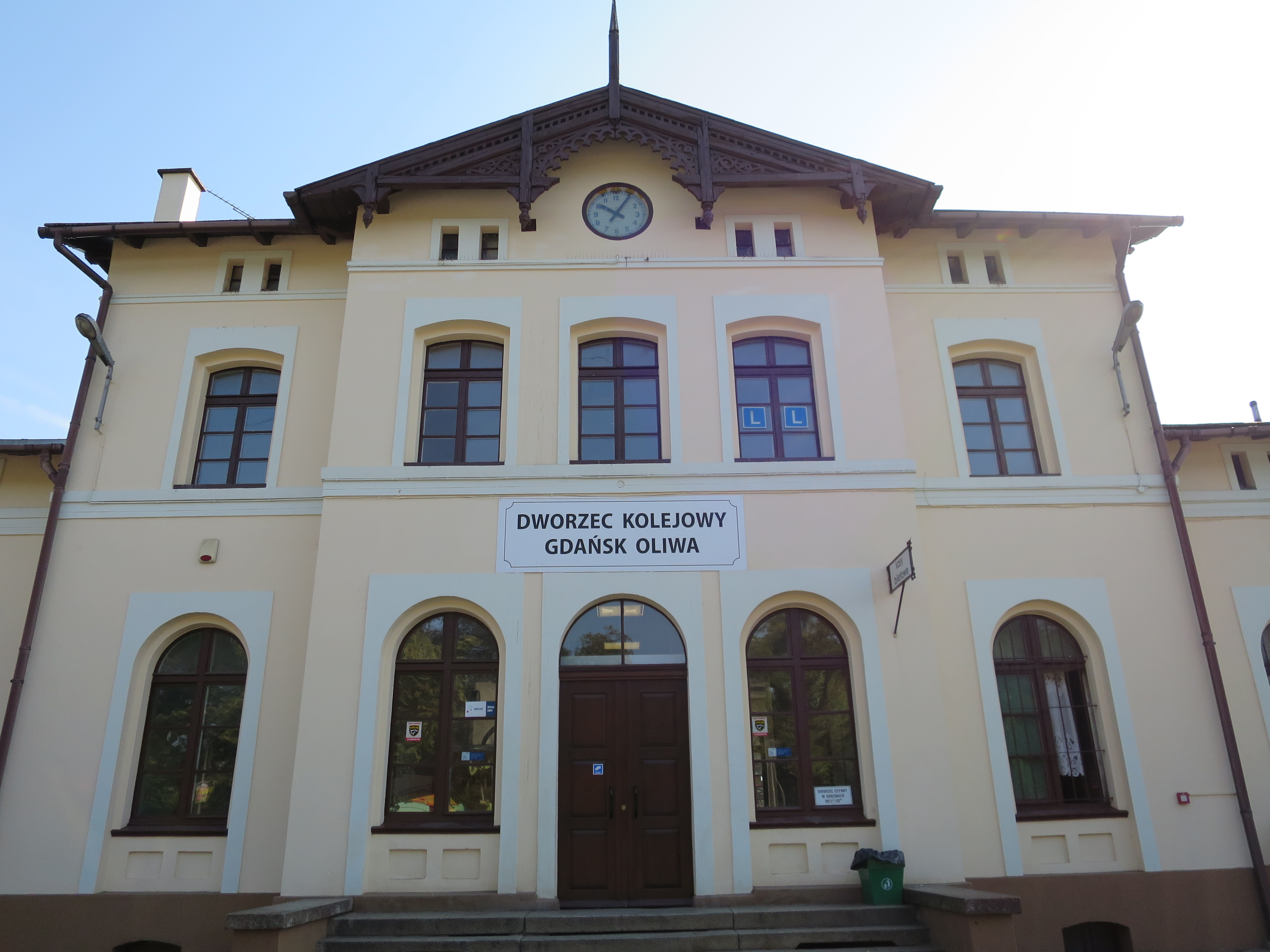
Dworzec od strony miasta

Dworzec został zbudowany i otwarty w 1870 jako część nowej linii kolejowej ze Szczecina do Gdańska. Była to trzecia utworzona linia kolejowa w Gdańsku (po linii Gdańsk-Tczew i linii kolejowej nr 249). Ówcześnie Oliwa była samodzielną gminą miejską i liczyła około 3000 mieszkańców. Według tego samego projektu zbudowano w Gdańsku jeszcze niezachowany budynek dworcowy na stacji Gdańsk Wrzeszcz. Na stacji nie było lokomotywowni, ani wieży wodnej. 1 lipca 1926 Oliwa została przyłączona w granice administracyjne miasta i nazwa stacji została zmieniona na Danzig Oliva.
2 stycznia 1952 została uruchomiona linia Szybkiej Kolei Miejskiej (linia kolejowa nr 250).

## Współczesność
W końcu 2008 peron SKM przeszedł gruntowny remont. Odrestaurowano zabytkową wiatę i nawierzchnię. Zamontowane zostały pierwsze w SKM elektroniczne tablice informacyjne pokazujące najbliższe odjazdy pociągów
i winda na peron dla niepełnosprawnych.
W czerwcu 2011 rozpoczął się generalny remont peronu dalekobieżnego, który zakończył się w 2014.
PKP S.A. przewiduje przebudowę budynku dworcowego oraz rewitalizację terenu znajdującego się przed dworcem należącego do PKP.
W sierpniu 2022 podczas remontu tunelu dworca zniszczono zabytkowe kafle ozdobne z początku XX wieku. Rada Dzielnicy Oliwa wystosowała w tej sprawie pismo do Pomorskiego Wojewódzkiego Konserwatora Zabytków. Złożono również zawiadomienie do prokuratury, w maju 2023 postępowanie zostało umorzone. Mimo wielu interwencji remont wraz ze skuwaniem zabytkowych kafli był kontynuowany. W październiku 2022 Pomorski Wojewódzki Konserwator Zabytków rozpoczął procedurę wpisania Dworca PKP Gdańsk Oliwa do Rejestru Zabytków Województwa Pomorskiego, która zakończyła się w marcu 2025.

## Linie kolejowe
Przez przystanek przechodzą linie kolejowe: 202 Gdańsk Główny–Stargard i 250 Gdańsk Śródmieście–Rumia (linia SKM). Obie linie są zelektryfikowane, normalnotorowe, dwutorowe.

## Infrastruktura
Przystanek posiada jedno przejście podziemne – z tunelu łączącego ul. Droszyńskiego i plac od strony ul. Poczty Gdańskiej. Obydwa perony są zadaszone, ruch kolejowy sterowany jest za pomocą sygnalizacji świetlnej. Jedna z bocznic przystanku wykorzystywana była do 2012 do ekspozycji wagonów oraz lokomotyw, w trakcie odbywających się cyklicznie Targów Kolejnictwa „Trako”.
Na samej stacji znajdują się kasowniki i tablice informacyjne z rozkładami jazdy. W pobliżu znajdują się pętla tramwajowa oraz po obu stronach dwie pętle autobusowe komunikacji miejskiej. Do lat 90. XX w. plac przed dworcem używany był jako przystanek autobusowy PKS.